# Heavy Metal Thunder
Heavy Metal Thunder – szesnasty album studyjny heavymetalowego zespołu Saxon wydany 23 września 2002 roku przez wytwórnię Steamhammer.
Album zawiera ponownie nagrane utwory sprzed lat.

## Lista utworów

### CD 1
1. „Heavy Metal Thunder” – 4:13
2. „Strong Arm of the Law” – 4:24
3. „Power and the Glory” – 5:57
4. „And the Bands Played On” – 2:52
5. „Crusader” – 6:38
6. „Dallas 1pm” – 6:16
7. „Princess of the Night” – 4:10
8. „Wheels of Steel” – 5:53
9. „747 (Strangers in the Night)” – 5:01
10. „Motorcycle Man” – 3:46
11. „Never Surrender” – 3:35
12. „Denim and Leather” – 5:19
13. „Backs to the Wall” – 3:07

### CD 2
1. „Broken Heroes (Live San Antonio, Texas, USA 2002)” – 6:52
2. „Dragon's Lair (Live San Antonio, Texas, USA 2002)” – 3:38
3. „The Eagle Has Landed (Live San Antonio, Texas, USA 2002)” – 8:07
4. „20,000 Ft. (Live San Antonio, Texas, USA 2002)” – 3:32
5. „Crusader (Live San Antonio, Texas, USA 2002)” – 6:13

## Twórcy
| Saxon w składzie - Biff Byford – wokal, producent - Doug Scarrett – gitara - Paul Quinn – gitara - Nibbs Carter – gitara basowa - Fritz Randow – perkusja | Personel - Rainer Holst – mastering - Nikolo Kotzev – inżynier dźwięku - Charlie Bauerfeind – inżynier dźwięku - Rainer Hänsel – producent wykonawczy, miksowanie - Herman Frank – miksowanie - Paul Raymond Gregory – projekt graficzny |